# Sidi Hcine
Sidi Hcine (franska: Sidi Hcine (CR), Sidi Hcine (Commune Rurale), arabiska: المشور الستينية ( البلدية)) är en kommun i Marocko.   Den ligger i provinsen Khénifra och regionen Béni Mellal-Khénifra, i den nordöstra delen av landet, 130 km sydost om huvudstaden Rabat. Antalet invånare är 3 614.